# Лисий (посёлок)
Лисий — посёлок в Свердловском районе Орловской области. Входит в состав Красноармейского сельского поселения. Население — 1 чел. (2010).

## География
Посёлок находится в лесной местности, вблизи речной долины р. Неручь.  Уличная сеть представлена одним объектом: ул. Лесная. Возле посёлка проходит административная граница Свердловского района с Глазуновским.
Географическое положение
Расстояние до
районного центра посёлка городского типа Змиёвка: 17 км.
областного центра города Орёл: 55 км.
Ближайшие населённые пункты
Культурная Посадка 1 км, Ясная Поляна 1 км, Ягодное 2 км, Красная Слободка 3 км, Голятиха 4 км, Трубицино 4 км, Шамшино 4 км, Панская 5 км, Ивановка 5 км, Новополево 5 км, Поздеево 5 км, Никитовка 5 км, Глазуновка 6 км, Сабурово 6 км, Техникумовский 6 км, Кукуевка 6 км, Щербатово 6 км, Отрада 6 км, Салтыково 7 км, Борисоглебское 7 км, Кунач 7 км

## Население
| 2010 |
| ---- |
| 1    |

## Инфраструктура
нет данных.

## Транспорт
Поселковые (сельские) дороги.